# Nipponbathynella uozumii
Nipponbathynella uozumii is een kreeftachtigensoort uit de familie van de Parabathynellidae. De wetenschappelijke naam van de soort is voor het eerst geldig gepubliceerd in 2002 door Morimoto.